# Stor-Harrtjärnen, Härjedalen
Stor-Harrtjärnen är en sjö i Härjedalens kommun i Härjedalen och ingår i Ljusnans huvudavrinningsområde. Sjön har en area på 0,316 kvadratkilometer och ligger 766 meter över havet. Sjön avvattnas av vattendraget Harrtjärnbäcken.

## Delavrinningsområde
Stor-Harrtjärnen ingår i det delavrinningsområde (691521-136125) som SMHI kallar för Utloppet av Stor-Harrtjärnen. Medelhöjden är 771 meter över havet och ytan är 0,8 kvadratkilometer. Räknas de 6 avrinningsområdena uppströms in blir den ackumulerade arean 10,28 kvadratkilometer. Harrtjärnbäcken som avvattnar avrinningsområdet har biflödesordning 3, vilket innebär att vattnet flödar genom totalt 3 vattendrag innan det når havet efter 335 kilometer. Avrinningsområdet består mestadels av skog (61 procent). Avrinningsområdet har 0,32 kvadratkilometer vattenytor vilket ger det en sjöprocent på 39,1 procent.